# Bocaina do Sul
Bocaina do Sul là một đô thị thuộc bang Santa Catarina, Brasil. Đô thị này có diện tích 496,25 km², dân số năm 2007 là 3160 người, mật độ 6,4 người/km².